# Nicrophorus sayi
Nicrophorus sayi är en skalbaggsart som beskrevs av François Louis Nompar de Caumont de Laporte 1840. Nicrophorus sayi ingår i släktet Nicrophorus och familjen asbaggar. Inga underarter finns listade i Catalogue of Life.